# Dicyphus pallicornis
Dicyphus pallicornis är en insektsart som först beskrevs av Franz Xaver Fieber 1861.  Dicyphus pallicornis ingår i släktet Dicyphus och familjen ängsskinnbaggar. Arten är reproducerande i Sverige. Inga underarter finns listade i Catalogue of Life.

## Bildgalleri

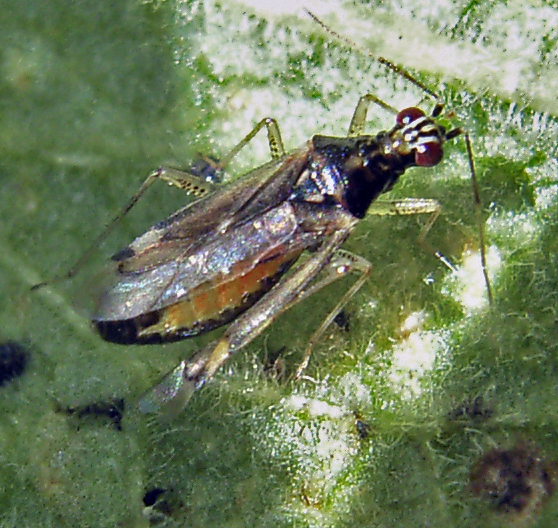
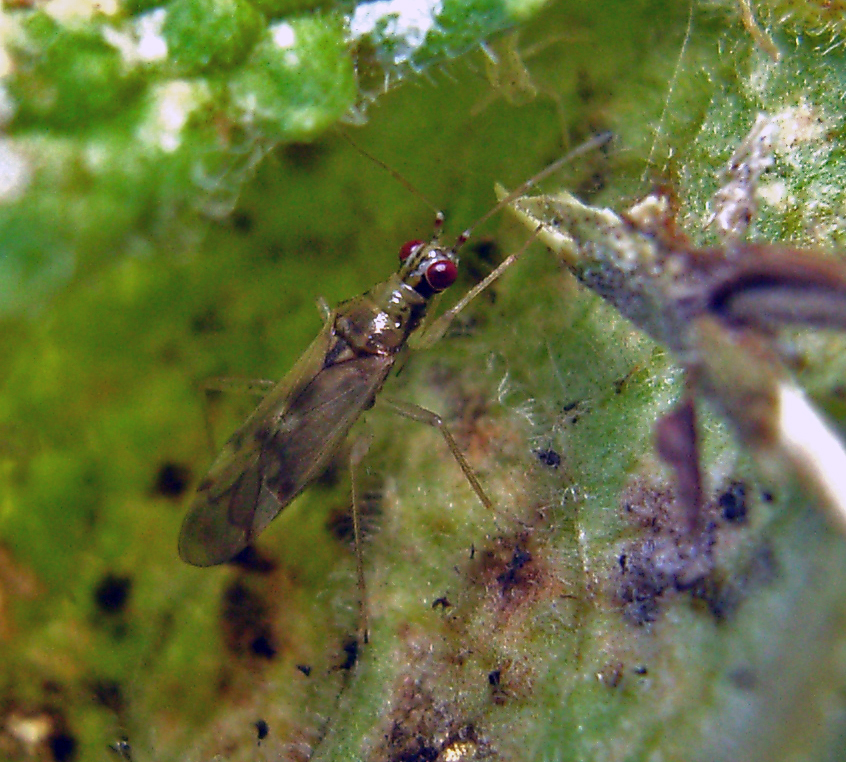
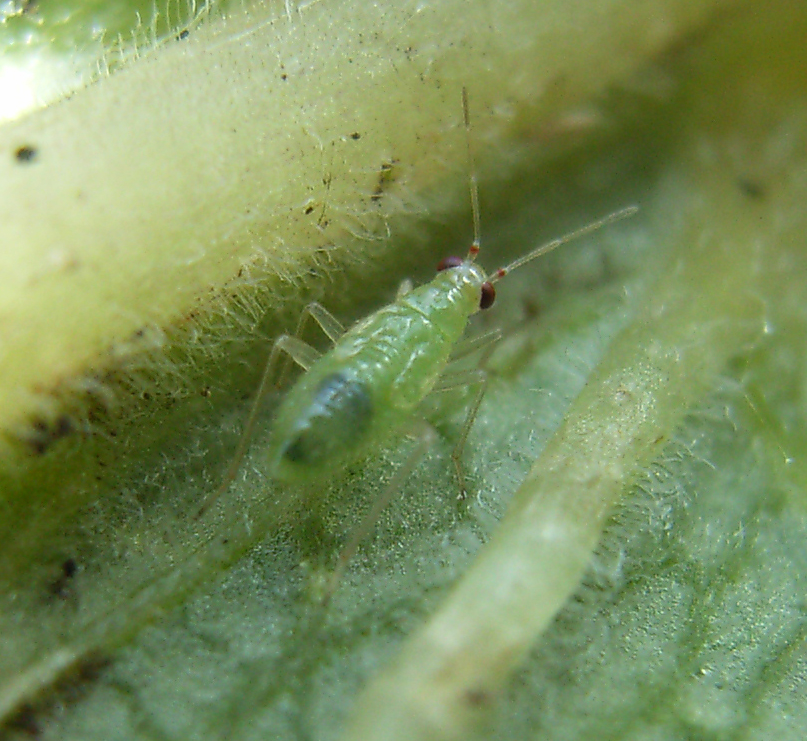